# Каспар Дімітерс
Каспар Дімітерс (латис. Kaspars Dimiters; *1 травня 1957, Рига) — латвійський музикант і громадський діяч.

## Біографія
Народився в акторській родині Вії Артмане і Артура Дімітерса. З 17 років почав складати вірші. З 1979 року його пісні звучали на латвійському радіо. Дімітерс як автор текстів співпрацював з такими латвійськими композиторами як Зіґмар Лиепиньш, Гунар Розенберг, Іварс Вігнерс і Улдіс Стабулніекс. З 1983 Дімітерс вступив в групу Opus, але з 1985 зайнявся сольною кар'єрою, співпрацюючи з гітаристом Айваром Херманісом і його групою Remix. У 1987 Дімітерс заснував групу Slēģi, в цей же період він звернувся до лютеранської віри.
Автор лібрето до рок-опери Зіґмара Лиепиньша «Собор Паризької Богоматері» (латис. «Parīzes Dievmātes katedrāle»), створеної в 1997 році.
У 2006 році Дімітерс зіграв в картині режисера Вієстура Кайріша «Темні олені» (латис. «Tumšie brieži»).
Дімітерс, будучи противником гомосексуальності та пропаганди гомосексуальності, виступав проти проведення гей-параду в Ризі.
Каспар Дімітерс прийняв православ'я, є прихожанином Латвійської православної церкви. Бере участь у реставрації та розпису православних церков у Латвії, працюючи як художник, муляр і тесляр. Одружений, має двох дітей. Дружина Ліга Дімітерс також громадський діяч. Відмовився від латвійського громадянства, ставши негромадянином.
Дімітерс висловлював прокремлівські погляди, зокрема присвятив пісню Андрію Іванчуку, російському найманцю, який загинув під час російського вторгнення в Україну, і Дарії Дугіній, журналістки RT та доньці російського політолога та ідеолога Олександра Дугіна, яку розстріляли до 21 липня 2022 р.

## Фільмографія
- 2006 — «Темні олені» — Альфс

## Дискографія
- Mans kumoss pilsētas baložiem (з групою Remix, LP, 1988)
- Krusta Skola jeb Kliedziena attālumā no sirds (CD, 1995; перевидання 2004)
- Pēdējais pirāts (MC, 1996)
- Puisēns aizlido (MC, CD, 1997)
- Tims Tālers jeb Pārdotie smiekli (MC, 1998)
- Rīgas Laiks (MC, 1998)
- Pirāts atkal burās (MC, 1999)
- Ai, Latvija! (MC, CD, 2001)
- Dzīvie uz salas (MC, CD, 2002)
- Ķīlnieku balādes (CD, 2003)
- Krimuldas Krusta Skolas sestdienas vakara lūgšanu dziesmas (CD, 2004)
- Princesīte (добірка пісень, CD, 2004)
- Pēdējais pirāts. Baigi gribas dzīvot baigi2 (добірка пісень, 2XCD, 2006)
- Cik smalkā diegā viss karājas (з поезією Клавса Ельсбергса, CD, 2006)
- Aklā Margrieta (CD, 2007)
- Par sunīti un kaķīti (Пісні К. Димитерса для дітей з театральних вистав, CD, 2007)
- Родная кровь (CD, 2007)
- Kamene ledus balonā (CD, 2010)

## Інтерв'ю
- Intervija ar Kasparu Dimiteru. Ar princesīti klēpī [недоступне посилання з липня 2019] [недоступне посилання] // Apollo, 8. februāris (2005)